# Olympische Jugend-Sommerspiele 2010/Teilnehmer (Kroatien)
| Gelbes Symbol für Goldmedaillen mit stilisierten Olympischen Ringen | Graues Symbol für Silbermedaillen mit stilisierten Olympischen Ringen | Braundes Symbol für Bronzemedaillen mit stilisierten Olympischen Ringen |
| ------------------------------------------------------------------- | --------------------------------------------------------------------- | ----------------------------------------------------------------------- |
| 1                                                                   | 1                                                                     | 1                                                                       |

Die Jugend-Olympiamannschaft aus Kroatien für die I. Olympischen Jugend-Sommerspiele vom 14. bis 26. August 2010 in Singapur bestand aus 25 Athleten.

## Athleten nach Sportarten

### Basketball
Jungen
- Matej Buovac
- Tomislav Grubišić
- Stipe Krstanović
- Marko Ramljak
Silber  3 × 3

### Judo
Mädchen
- Barbara Matić
Bronze  Klasse bis 63 kg
Bronze  Mixed (im Team Kairo)

### Kanu
Jungen
- Matija Buriša

### Leichtathletik
| Mädchen - Romana Tea Kirinić - Ines Ikić | Jungen - Ivan Horvat |

### Rudern
| Mädchen - Ašja Žero | Jungen - Mile Čakarun - Mate Ledenko |

### Schießen
| Mädchen - Valentina Pereglin - Tanja Perec | Jungen - Tiziano Šuran |

### Schwimmen
| Mädchen - Mabel Sulić | Jungen - Ivan Levaj - Ivan Biondić - Ivan Capan Gold 50 m Brust |

### Taekwondo
Mädchen
- Rea Budić

### Tennis
Jungen
- Mate Pavić

### Tischtennis
| Mädchen - Mateja Jeger | Jungen - Luka Fučec |

### Triathlon
Mädchen
- Sara Vilic

### Turnen

#### Gymnastik
Jungen
- Filip Boroša